# 虹ヶ丘団地
虹ヶ丘団地（にじがおかだんち）は、神奈川県川崎市麻生区虹ケ丘に所在する住宅団地である。
1976年3月〜1980年代に日本住宅公団により開発・分譲された、43棟、総戸数1578戸のマンモス団地である。市境をまたいで隣接する横浜市のすすき野団地と一体化した街づくりが行われている。

## 再整備
1985年の虹ヶ丘2丁目の平均年齢は28.2歳だったが、2020年現在は57.5歳になるなど、他の多くの住宅団地同様に入居者の少子高齢化や建物の老朽化が進んでいる。高齢者の利便性向上に対する取り組みや、子育て世代を中心としたファミリー層・若年層の取り込みを積極的に行っている。
- 2015年、UR都市機構とイケアが協力する「イケアとURに住もう。」でイケアがデザインを手掛けたリノベーションを実施[2]。
- 2022年1月、隣接するエリアに東急の「nexus構想」の実証実験を行う「nexusチャレンジパーク」を開設した[3]。
- 2023年3月、東急バスが団地住民のラストワンマイルを補う自動運転モビリティの実証実験を実施[4][5]。
- 2023年11月、ロープウェーのようにワイヤを張り巡らせ、世界初の空中配送ロボットを活用した食品や日用品を届けるサービスの実証実験が行われた[1][6]。

## 交通

### 鉄道
域内に鉄道駅は設置されていない。
最寄駅は東急田園都市線・横浜市営地下鉄ブルーラインのあざみ野駅、東急田園都市線のたまプラーザ駅、小田急小田原線・小田急多摩線の新百合ヶ丘駅、小田急小田原線の柿生駅になるが、いずれも2km以上離れている。
2030年開業目標として進められている横浜市営地下鉄ブルーラインの延伸計画では、隣接する横浜市青葉区すすき野付近に新駅の建設が計画されている。開業すれば虹ヶ丘団地の最寄り駅となる可能性が高い。

### バス
団地と駅の区間は東急バスや小田急バスが数分間隔と頻繁に運行されている。あざみ野駅までの所要時間は15分、新百合ヶ丘駅までの所要時間は25分ほどである。団地に隣接して東急バス虹が丘営業所があり、鷺沼駅・あざみ野駅・たまプラーザ駅からの深夜バスも数多く運行されている。

## 周辺施設
- 教育施設
  - 川崎市立虹ヶ丘小学校
  - にじのそら虹ヶ丘保育園
  - 神奈川県立麻生支援学校
- 生活施設
  - ミニストップ虹ヶ丘店（虹ヶ丘2丁目。2006年8月開業）
  - まいばすけっと青葉すすき野店（隣接する横浜市のすすき野団地にある小型食品スーパーマーケット。2022年4月22日開業[8]）
  - すすき野とうきゅう（隣接する横浜市のすすき野団地にある総合スーパー。1991年10月開業）
  - フィットケアデポ北すすき野店（隣接する横浜市のすすき野団地にあるドラッグストア）
  - すすき野湯けむりの里（隣接する横浜市のすすき野団地にあるスーパー銭湯。2002年7月17日開業）
- 公園等
  - 虹ヶ丘公園（虹ヶ丘1丁目）
  - 団地内にも各所に公園が設置されている。
  - テニスコート（団地内。2017年12月改装）